# Federação Paranaense de Montanhismo
A Federação Paranaense de Montanhismo (FEPAM) é um órgão que auxilia na organização e regulamentação do montanhismo no Paraná e é filiada à Confederação Brasileira de Montanhismo e Escalada, que por sua vez é filiada a União Internacional das Associações de Alpinismo.
A Federação Paranaense de Montanhismo, também denominada e reconhecida pela sigla FEPAM, fundada em 25/09/2002, é a entidade de administração estadual do desporto de Montanhismo, integrante do Sistema Estadual e Nacional de Desporto, constituída na forma de associação civil de direito privado, sem fins lucrativos, de caráter desportivo, ambiental e cultural e tempo de duração indeterminado, sendo constituída pelas entidades que praticam ou venham a praticar atividades relacionadas ao Montanhismo e que venham a se tornar filiadas.
A FEPAM originou-se do Movimento Pró-Parque da Serra da Baitaca, criado em 1º de Maio de 1999. Seu objetivo inicial, era unir as várias entidades não governamentais interessadas na preservação deste importante ecossistema e com estas participações, colaborou-se para a criação do Parque Estadual da Serra da Baitaca, sobre o decreto nº 5765/02.
Com passar dos tempos foram surgindo ideias e sugestões a fim de melhorar ainda mais as reuniões e debates, e percebeu-se da necessidade de criar um órgão pelo qual viria a ter maior representatividade, congregando os interesses em comuns como o montanhismo, escalada e meio ambiente em geral.
Aproveitando o elevado nível dos debates, em 30 de julho de 2002 organizou-se a 1ª Semana da Montanha do Paraná, realizada no Auditório da Secretaria Estadual da Cultura e sobre várias programações o evento não pode deixar de ser um sucesso.
Dentre os convidados, estavam o Clube Paranaense de Montanhismo – CPM, Associação Montanhistas de Cristo – AMC, Corpo de Socorro em Montanha – COSMO, Sociedade de Pesquisa em Vida Selvagem – SPVS, AMA Baitaca e as empresas: Academia Campo Base, Jaguati, Marumby Montanhismo, Estilo Aventura e Garra Patas.
No 3º dia do evento, reservou-se espaço para que os participantes pudessem expor suas ideias e quais seriam as necessidades de uma Federação de Montanhismo. Como Entidade de Administração Estadual do Desporto de Montanhismo, integrante do Sistema Estadual de Desporto, com sede e foro em Curitiba – PR, em 25 de setembro de 2002, é fundada a FEPAM.
Tendo como seus fundadores o Clube Paranaense de Montanhismo – CPM, Associação de Escalada Esportiva do Paraná – AEEP, Associação Montanhistas de Cristo – AMC e a Associação de Guias Marumbi (Águias Marumbi).